# Trachyjulus minor
Trachyjulus minor är en mångfotingart som först beskrevs av Filippo Silvestri 1923.  Trachyjulus minor ingår i släktet Trachyjulus och familjen Cambalopsidae. Inga underarter finns listade i Catalogue of Life.